# حزب العمل (هولندا)

شعار حزب العمال الهولندي

حزب العمل الهولندي (حزب العمل الهولندي) حزب هولندي، تأسس في 9 فبراير 1946م، ومنذ تاريخ تأسيسه حاضر في البرلمان الهولندي.

## وصلات خارجية
- الموقع الرسمي لحزب العمل الهولندي على شبكة الإنترنت نسخة محفوظة 23 يناير 2012 على موقع واي باك مشين..